# Borowno (Ukraina)
Borowno (ukr. Боровне) – wieś na Ukrainie w rejonie kamieńskim obwodu wołyńskiego.

## Historia
Pod koniec XIX w. wieś w gminie Borowno, w powiecie kowelskim.